# Кльонув (Лодзинське воєводство)
Кльонув (пол. Klonów) — село в Польщі, у гміні Ґощанув Серадзького повіту Лодзинського воєводства.
Населення — 128 осіб (2011).
У 1975-1998 роках село належало до Серадзького воєводства.

## Демографія
Демографічна структура станом на 31 березня 2011 року:
|          | Загалом | Допрацездатний вік | Працездатний вік | Постпрацездатний вік |
| -------- | ------- | ------------------ | ---------------- | -------------------- |
| Чоловіки | 59      | 14                 | 39               | 6                    |
| Жінки    | 69      | 15                 | 36               | 18                   |
| Разом    | 128     | 29                 | 75               | 24                   |